# Khaniyapani
Khaniyapani – gaun wikas samiti w środkowej części Nepalu w strefie Dźanakpur w dystrykcie Ramechhap. Według nepalskiego spisu powszechnego z 2001 roku liczył on 730 gospodarstw domowych i 4108 mieszkańców (2142 kobiet i 1966 mężczyzn).